# Leah Edmond
Leah Edmond (Lexington, 13 febbraio 1998) è una pallavolista statunitense, schiacciatrice delle Atlanta Vibe.

## Carriera

### Club
La carriera di Leah Edmond inizia nei tornei del Kentucky, giocando a livello di club con il Lexington United e a livello scolastico con la Paul Laurence Dunbar HS. Dopo il diploma entra a far parte della squadra universitaria della Kentucky, con cui partecipa alla NCAA Division I dal 2016 al 2019, ricevendo numerosi riconoscimenti individuali.
Dopo la laurea lavora come maestra di scuole elementari, ma torna a giocare a pallavolo, facendo il suo esordio da professionista, durante la prima edizione dell'Athletes Unlimited: un anno dopo disputa anche la seconda edizione del torneo, dopo il quale si trasferisce per la prima volta all'estero, precisamente a Porto Rico, dove approda nel corso della Liga de Voleibol Superior Femenino 2022 per giocare con le Valencianas de Juncos.
Torna quindi in patria, prendendo parte prima all'Exhibition Tour e poi all'edizione 2023 dell'Athletes Unlimited, vincendo il torneo (venendo premiata inoltre come miglior schiacciatrice), per poi essere ingaggiata dalle Atlanta Vibe per la Pro Volleyball Federation 2024, venendo premiata come MVP del campionato, miglior schiacciatrice e inserita nell'All-PVF First Team, ripetendo quest'ultimo premio anche nella Pro Volleyball Federation 2025.

## Palmarès

### Club
- Athletes Unlimited: 1

2023

### Premi individuali
- 2016 - All-America Third Team
- 2017 - All-America First Team
- 2017 - NCAA Division I: Lexington Regional All-Tournament Team
- 2018 - All-America Second Team
- 2019 - All-America First Team
- 2019 - NCAA Division I: Waco Regional All-Tournament Team
- 2023 - Athletes Unlimited Volleyball: Miglior schiacciatrice
- 2024 - Pro Volleyball Federation: MVP
- 2024 - Pro Volleyball Federation: Miglior schiacciatrice
- 2024 - Pro Volleyball Federation: All-PVF First Team
- 2025 - Pro Volleyball Federation: All-PVF First Team